# Кодування (програмування)
Кодування — процес написання початкового коду обраною або обраними мовами програмування з метою реалізації певного алгоритму або алгоритмів. В більш точному сенсі — процес перетворення моделей проектування в моделі реалізації обраною мовою програмування.
Не слід плутати програмування і безпосередньо кодування. Кодування є лише частиною програмування, поряд з аналізом, проектуванням, компіляцією, тестуванням, зневадженням і супроводом.

## Дивись також
- Програмування